# Matt Kuhn
Matt Kuhn ist ein US-amerikanischer Autor und Drehbuchautor für die Serie How I Met Your Mother. Außerdem schreibt er Artikel für den in der Serie erwähnten Blog von Barney. Er lebt mit seiner Frau Alecia in Los Angeles.

## Werke

### Bücher
- 2010: Der Bro-Code (Bro code, 2008), Riva, München ISBN 978-3-86883-091-0
- 2010: Das Playbook (Playbook, 2010), Riva, München ISBN 978-3-86883-123-8
- 2011: Der Bro-Code für unterwegs (Bro on the go, 2008), Riva, München ISBN 978-3-86883-148-1

### Drehbücher
- How I Met Your Mother:
  - 2007: Columns (deutsch: Säulen der Menschheit, 2009)
  - 2007: Slapsgiving (deutsch: Klapsgiving, 2009)
  - 2009: Three Days of Snow (deutsch: Drei Tage Schnee, 2010)
  - 2009: Double Date (deutsch: Doppelgänger, 2011)
  - 2010: Of Course (deutsch: Sag einfach nein, 2011)
  - 2011: A Change of Heart